# Chief Lake
Chief Lake és una concentració de població designada pel cens dels Estats Units a l'estat de Wisconsin. Segons el cens del 2000 tenia 625 habitants.

## Demografia
Segons el cens del 2000, Chief Lake tenia 625 habitants, 211 habitatges, i 158 famílies. La densitat de població era d'11,4 habitants per km².
Dels 211 habitatges en un 35,1% hi vivien nens de menys de 18 anys, en un 40,8% hi vivien parelles casades, en un 22,7% dones solteres, i en un 25,1% no eren unitats familiars. En el 20,4% dels habitatges hi vivien persones soles el 9% de les quals corresponia a persones de 65 anys o més que vivien soles. El nombre mitjà de persones vivint en cada habitatge era de 2,95 i el nombre mitjà de persones que vivien en cada família era de 3,3.
Per edats la població es repartia de la següent manera: un 32,8% tenia menys de 18 anys, un 8,3% entre 18 i 24, un 25,9% entre 25 i 44, un 20,3% de 45 a 60 i un 12,6% 65 anys o més.
L'edat mediana era de 35 anys. Per cada 100 dones de 18 o més anys hi havia 101 homes.
La renda mediana per habitatge era de 33.125 $ i la renda mediana per família de 32.500 $. Els homes tenien una renda mediana de 28.182 $ mentre que les dones 21.625 $. La renda per capita de la població era de 12.486 $. Aproximadament el 8,8% de les famílies i el 10% de la població estaven per davall del llindar de pobresa.

## Poblacions més properes
El següent diagrama mostra les poblacions més properes.